# Húsmérgezés
Hús által közvetített ételmérgezés, amelyet több baktérium is okozhat. A legsúlyosabb ételmérgezést a Clostridium botulinum okozza és botulizmus, vagy ritkábban használatos magyar (népies) elnevezése: kolbászmérgezés néven ismerjük.
A leggyakoribb a szalmonella-csoportba tartozó bélbaktériumok által okozott mérgezés (szalmonellózis). Ezeket a baktériumtörzseket a vágóállataink bélrendszerükben hordozzák különösebb tünetek nélkül. Szállítás, törődés vagy egyéb megbetegedések során ezek a baktériumok átjuthatnak az állat bélfalán, és vérmérgezést (szepszist) okozhatnak. Az állat ilyenkor kényszervágásra kerül, de húsa már olyan tetemes csíraszámmal lehet fertőzött, hogy azt a szokásos konyhatechnika nem tudja ártalmatlanná tenni. A vágás és húsfeldolgozás során is érheti a húst vagy húskészítményt olyan fertőzés, amely a nem kellően hűtött áruban tovább szaporodva eléri a fertőzéshez szükséges magasabb csíraszámot.

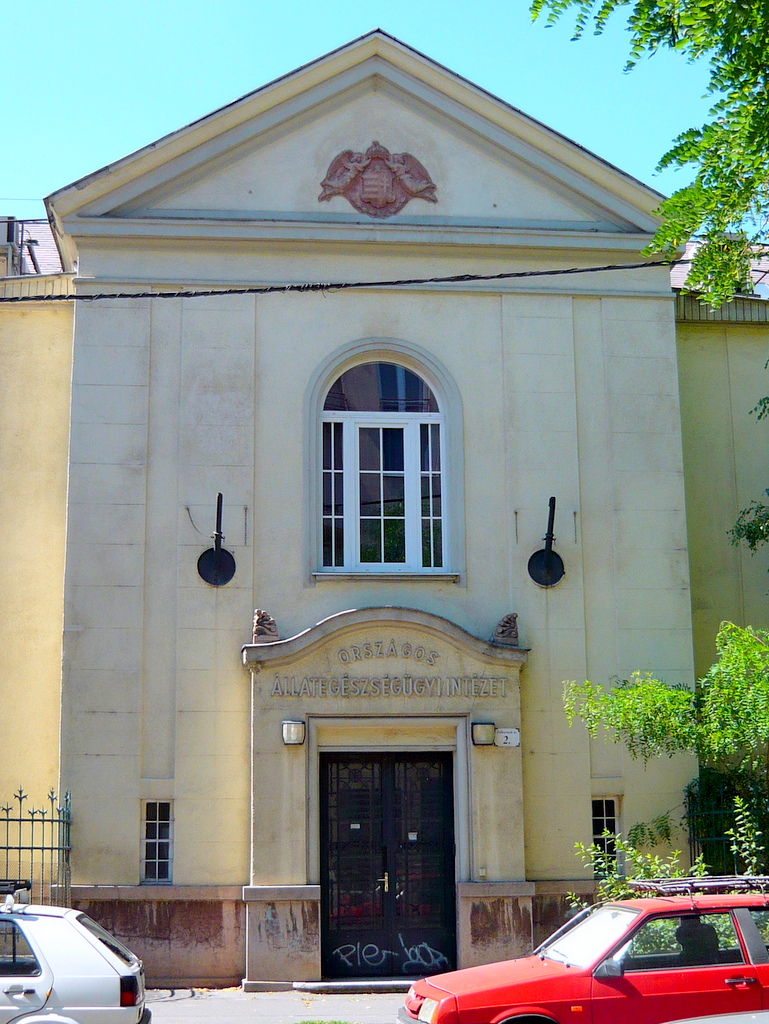
A NÉBIH Állategészségügyi Diagnosztikai Igazgatóság telephelye Budapest XIV. kerületében, a Tábornok utcában

Húsmérgezést okozhat a sztafilokokkusz toxinja is.

## Tünetek
A leggyakrabban a különféle töltelékáruk (disznósajt, hurka, kolbász) okoznak ételmérgezést. Általában néhány órával a fertőzést követően gyomor- és bélgörcsök, hányás, hasmenés, általános rosszullét formájában jelentkeznek a tünetek. A kifejezetten toxikus baktériumok által okozott eseteknek rövidebb a lappangási idejük és hevesebb tünetek között zajlanak le.
A Szalmonella-törzsek által okozott fertőzés elhúzódóbb jellegű. Az ételmérgezés tömeges és elszórt formában egyaránt előfordul. Tömeges ételmérgezés esetén, amikor több százan fogyasztották ugyan azt a készítményt, a fogyasztóknak csupán kisebb része betegszik meg, mert az egyéni ellenálló képesség a mérgezésekkel szemben igen változó. Az ételmérgezés emberről emberre nem szokott terjedni, azonban a Salmonella typhi murium-törzs által okozott megbetegedés a csecsemőkorban súlyos járványt robbanthat ki, amely jelentős halálozással jár.

## Megelőzés
Állategészségügyi feladat, melyet a vágóhidakon, húsüzemekben un. Állategészségügyi Szolgálat végez. Minden húsmérgezést az I.fokú (kerületi, városi, járási) egészségügyi hatóságnak azonnal jelenteni kell, amely kivizsgálja annak körülményeit. Az eljárásnak a megindításáig a fertőzött húst, húskészítményt, esetleg hányadékot a laboratóriumi vizsgálatok céljára félre kell tenni.

## Lásd még
- Járványtan
- Ételmérgezés